# Fortuna Hjørring
Fortuna Hjørring er en dansk kvindefodboldklub hjemmehørende i Hjørring. Det er den største danske fodboldklub for kvinder/piger (310 medlemmer, pr. 15. maj 2006)[kilde mangler] og er opdelt i eliteafdeling (semi-professionel), omfattende et 1. senior-hold og et juniorhold, samt en bredde afdeling. Førsteholdet spiller i Elitedivisionen i 2021/22-sæsonen og afvikler deres hjemmebanekampe på Nord Energi Arena. Andetholdet spiller i kvindernes tredje-bedste række under Dansk Boldspil-Union, 2. division.
Fortuna Hjørring er en af de fem kraftcenterklubber, som Dansk Boldspil-Union har valgt til at fremme elitearbejdet i dansk kvindefodbold.
Siden sommeren 1982 har Fortuna Hjørring arrangeret den årligt tilbagevendende, internationale ungdomsturnering, Dana Cup, der nu fremstår som verdens 3. største ungdoms-fodboldturneringer og som har haft en afgørende indflydelse på klubbens udvikling.

## Klubbens historie

### Tidlig historie
Ideen til den nordjyske forening blev undfanget af en række fodboldenker til fodboldspillere og ledere i Hjørring AIK Frem på et møde hos den senere formand, Inger Lise Gram Nielsen ("Pinne"), fredag den 14. oktober 1966. Mødets deltagere indkaldte til den stiftende generalforsamling to uger senere, den 28. oktober, som blev afholdt i Hjørring AIK Frems klubhus. Man enedes om at navngive den nystartede forening Frems Venner for at illustrere relationen som en aflægger til Hjørring AIK Frem. Alle 5 initiativtagere blev efterfølgende valgt ind i den første bestyrelse.
Man arrangerede i første omgang gavespil (banko) i forsamlingshuset på Østergade 52 og senere oprettedes en strikkeafdeling (som pr. 2006 stadig består af de oprindelige medlemmer). Det første sportslige tiltag introduceredes hen over vinteren og blev bordtennis. I foråret 1967 blev håndbold optaget på programmet, først under VGU og i 1968 under Jydsk Håndbold Forbund.
I årene omkring foreningens stiftelse voksede Hjørring AIK Frems medlemstal betydeligt, således at der opstod pladsproblemer klubhuset man delte med Frems Venner. I 1969 stod Hjørring AIK Frems udvidelse af klubhuset klar, men pladsproblemerne var kun løst i en årrække frem. I 1977 var Hjørring AIK Frem grundet klubbens størrelse nødsaget til at flytte et nyt anlæg med større klubhus og flere baner. Frems Venner valgte i den forbindelse at blive en selvstændig klub, tage navneforandring til Fortuna Hjørring og forblive på det gamle anlæg.

### Fodboldens start
Fodbold kom på programmet omkring 1970, hvor det første hold spillede under VGU. Med damefodboldens gennembrud i 1971, hvor det uofficielle verdensmesterskab vindes, og damefodboldens optagelse i henholdsvis DBU og FIFA i 1972, kom der for alvor gang udviklingen af kvindefodbolden i klubben. Klubbens første træner de næste ni år blev Hjørring AIK Frems daværende kasserer John Robert Larsen, som i 1982 startede den årlige ungdomsturnering Dana Cup. Den internationale sommerturnering har siden udviklet sig til at være en større økonomisk indsprøjtning for amatørafdelingen og turneringens medarrangører i området.
Den første turnering blev under Jydsk Boldspil-Union, hvor rækken var blevet geografisk opdelt. Med en førsteplads rykkede holdet op i Jyllandsserie. I 1974 opnåede holdet endvidere at rykke op i den daværende divisionsstruktur med Øst og Vest ved at vinde en afgørende kvalifikationskamp på neutral bane i Aars mod Skive Idræts Klub med cifrene 3-2 efter en straffesparkskonkurrence (stillingen var 2-2 efter ordinær kamp og omkamp). Holdet har været i divisionen lige siden.
Norske Eli Landsem overtog i 2003 cheftrænerposten i Fortuna Hjørring og blev den første heltidsansatte træner i dansk kvindefodbold. Hun havde stillingen i to år, hvorefter hun vendte tilbage til Norge og Asker Fotball Kvinner, som hun forlod inden skiftet til Fortuna Hjørring.
I januar 2007 blev projektet Talentcenter Nord lanceret. Projektet var et samarbejde mellem Fortuna Hjørring og en række nordjyske klubber med det formål, at styrke udviklingen af nordjyske elitespillere i kvindefodbold og omhandler talenter i alderen 10–17 år. Satsningen skulle sikre nordjyske spillere til klubbens elitehold i 3F Ligaen. Talentcenter Nord har i mellemtiden skiftet navn til "Teknikskolen", men har samme formål.

### Højdepunkter
Fortuna Hjørring vandt sit første danske mesterskab i 1994 (helårsturnering), efter at have opnået en del sekundære pladser og sølvmedaljer i årene forinden. Det blev fulgt op af to yderligere Danmarksmesterskaber i 1995 og 1996 (sidste kalenderturnering). Fortuna Hjørring er den mest vindende danske klub i DBUs Landspokalturnering for kvinder, da holdet har vundet turneringen i 1995, 1996, 1999/2000, 2000/01 og 2001/02. De blev således den første danske kvindeklub, der opnåede at vinde The Double i 1995, hvilket gentog sig i sæsonerne 1996, 2001/02 og 2024/25.
Fortuna Hjørring er samtidig den eneste danske kvindeklub, der har vundet det Nordiske Mesterskab, hvilket skete i sæsonerne 1995 og 1996. I 2002 blev det Nordiske Mesterskab imidlertid nedlagt, da UEFA introducerede det første og indtil videre eneste europæiske mesterskab i kvindefodbold, UEFA Women's Cup, med start fra og med 2001/02-sæsonen. Klubbens største resultat kom i 2002/03-sæsonen, hvor Fortuna Hjørring deltog som den danske repræsentant i turneringen og nåede, som hidtil det eneste danske hold, at spille sig frem til finalen efter at have slået Arsenal Ladies F.C. sammenlagt 8-2 i semifinalekampene. I finalen blev det dog til et samlet nederlag på 7-1 over to finalekampe til svenske Umeå IK.

## Aktuel trup
Oversigten er opdateret til og med 21. august 2024 
| Nr. | Land     | Position | Spiller                      |
| --- | -------- | -------- | ---------------------------- |
| 1   | Danmark  | MM       | Freja Thisgaard              |
| 3   | Rumænien | FO       | Maria Ficzay                 |
| 4   | Danmark  | MI       | Sofie Lybæk                  |
| 5   | Finland  | FO       | Tiia Peltonen                |
| 6   | Norge    | FO       | Veronika Sæthre              |
| 7   | Danmark  | AN       | Josefine Valvik              |
| 8   | Danmark  | MI       | Pernille Skrydstrup Pedersen |
| 9   | USA      | AN       | Lily Farkas                  |
| 10  | Tyskland | FO       | Samantha Kühne               |
| 11  | Rumænien | AN       | Florentina Olar              |
| 12  | Rumænien | MM       | Andreea Părăluță             |
| 13  | Danmark  | FO       | Signe Søndergaard            |

| Nr. | Land         | Position | Spiller              |
| --- | ------------ | -------- | -------------------- |
| 14  | Japan        | AN       | Shiho Matsubara      |
| 15  | Canada       | FO       | Ariel Young          |
| 16  | Danmark      | MM       | Laura Jensen         |
| 17  | Nigeria      | AN       | Omewa Joy Ogochukwu  |
| 18  | Danmark      | MI       | Karen Nonboe         |
| 19  | Danmark      | FO       | Laura Frank          |
| 22  | USA          | FO       | Kaitlyn Parcell      |
| 23  | Hviderusland | AN       | Anastasiya Pobegaylo |
| 25  | USA          | AN       | Ashley Riefner       |
| 27  | Uganda       | MM       | Daphine Nyayenga     |
| 66  | USA          | FO       | Janelle Cordia       |
| 77  | Danmark      | MI       | Ida Sort             |

### Trænerteam
Oversigten er opdateret til og med 7. december 2024 
| Position        | Staff                  |
| --------------- | ---------------------- |
| Cheftræner      | Lene Terp              |
| Assistenttræner | Jessica Rodriguez      |
| Målmandstræner  | Frank Petersen         |
| Fysisk træner   | Ashley Tootle          |
| Fysioterapeut   | Hernik Bøgvad          |
| Holdleder       | Anne-Mette Christensen |
| Læge            | Kasper Bygum Krarup    |

## 2. hold
Fortuna Hjørrings andethold spiller spiller i Danmarks næstbedste række, Kvinde 1. division, pulje 2. De har hjemmebane på Landlyst Idrætsanlæg i Hjørring.

## Landsholdspillere og udlændinge
Klubben har igennem årene haft adskillige af deres spillere repræsenteret på henholdsvis de danske og diverse udenlandske kvindelandshold og har specielt haft mange repræsentanter i deres succesfulde år. Klubben har indtil videre leveret 57 danske spillere til A-landsholdet, U-21 landsholdet samt U-17 landsholdet. Klubbens første landsholdspiller var Birgit Brasholt (født 7. marts 1953), som debuterede den 5. juli 1979 mod det svenske kvindelandshold i forbindelse med det nordiske mesterskab, der blev afviklet i Fredrikstad, Norge. Hun nåede at medvirke i 4 kampe (ingen mål) i sin korte landsholdskarriere. Sharolta Nonen har tidligere spillet for Fortuna Hjørring og været repræsenteret det canadiske landshold 58 gange., Hólmfríður Magnúsdóttir har spillet over 100 landskampe for Island, mens Alison Forman har været repræsenteret på det australske landshold 77 gange Der har igennem tiden været hele 23 amerikanere, 13 australier, 7 nordmænd, 6 finnere, 4 canadier, 4 islændinge og dertil også mange andre udlændinge fra diverse lande. Blandt de største profiler, internationalt set, der har spiller i Fortu a Hjørring er australierne Elise Kellond-Knight og Emily van Egmond, finnerne Nora Heroum, Tuija Hyyrynen og Sanni Franssi, brasilianske Tamires Cássia Dias Gomes, samt en række af danske landsholdspillere som Johanna Rasmussen, Mariann Gajhede Knudsen, Nadia Nadim, Janni Arnth, Line Sigvardsen Jensen, Heidi Johansen, Frederikke Thøgersen og Camilla Kur Larsen.
Men klubbens nok bedst kendte spiller er den tidligere nigerianske landsholdspiller og mangeårige Fortuna-spiller Chi-Chi Igbo, der blev i kendt i den danske befolkning da hun medvirkede i et klip på TV2's late night talkshow Natholdet.

## Tidligere spillere
| - Johanna Rasmussen (2002–2008) - Mariann Gajhede Knudsen (2002–2010) - Heidi Johansen (2003–2013) - Janni Arnth (2007–2014) - Line Sigvardsen Jensen (2009–2016, 2018–2019) - Cathrine Paaske (2010) - Julie Rydahl (2010) - Camilla Kur Larsen (2012–2014, 2016–2017) - Nadia Nadim (2012–2015, 2016) - Sofie Junge Pedersen (2012–2015) - Karoline Smidt Nielsen (2012–2018) - Maria Lindblad Christensen (2012–2019) - Luna Gewitz (2013–2019) - Frederikke Thøgersen (2013–2019) - Sarah Dyrehauge Hansen (2015–2019) - Laura Frank (2015–2019) - Caroline Rask (2011–2020) - Caroline Møller (2015–2020) - Agnete Nielsen (2017–2020) - Signe Bruun (2014–2018) - Agnete Nielsen (2017–2020) - Signe Bruun (2014–2018) - Florentina Olar-Spânu (2013–2019) - Cristina Carp (2020-21) - Emily van Egmond (2011) - Elise Kellond-Knight (2011–2012) | - Alison Forman (1992-1999) - Tamires (2015–2019) - Nora Heroum (2015–2017) - Tuija Hyyrynen (2016–2017) - Sanni Franssi (2018–2020) - Emma Byrne (1999) - Hólmfríður Magnúsdóttir (2006-2007) - Lisa-Marie Woods (2011–2012) - Laila Himle (2019–2020) - Nevena Damjanović (2015–2018) - Chi-Chi Igbo (2002-2016) - Dominika Čonč (2016–2017) - Augustine Ejangue (2015–2017) - Casey Ramirez (2012) - Tiffany Weimer (2012–2013) - Janelle Cordia (2013–2019) - Michelle Betos (2014) - Sydney Payne (2015) - Aubrey Bledsoe (2015) - Hannah Seabert (2018–2019) - Vicky Bruce (2020-21) - Emily Garnier (2020-21) - Brenna Ochoa (2020-21) - Kelsey Daugherty (2019-2020) - Bri Folds (2021) |

## Klubbens formænd
| - 1966-1969: Inger Lise Gram Nielsen ("Pinne") - 1969-1970: Ruth Munk - 1970-1972: Karen Taagaard - 1972-1974: Gurli Pedersen - 1974-1979: Inger Marie Nielsen | - 1979-1985: Anne Marie Jensen ("Rie") - 1985-1986: Margit Christensen - 1986-1988: Inger Andreasen - 1988-1990: Anne Marie Jensen ("Rie") - 1990-2019: Jette Andersen - 2019-: Birgit Christensen |

## Klubbens trænere
| Perioder  | Navn                 | Nationalitet |
| --------- | -------------------- | ------------ |
| 1972-1981 | John Robert Larsen   | Danmark      |
| 1982-1984 | Jeppe Hjort Andersen | Danmark      |
| 1985-1988 | Ove Christensen      | Danmark      |
| 1994-1995 | Ove Christensen      | Danmark      |
| 1995-1999 | Steen Andersen       | Danmark      |
| 1999-2002 | Jacob Nørgaard       | Danmark      |
| 2002-2003 | Steen Refsgaard      | Danmark      |
| 2003-2005 | Eli Landsem          | Norge        |
| 2005-2007 | Odd Einar Fossum     | Norge        |
| 2007-2011 | Flemming Nielsen     | Danmark      |
| 2011-2012 | Jakob Borup          | Danmark      |
| 2012-2018 | Brian Sørensen       | Danmark      |
| 2018-2019 | Carrie Kveton        | USA          |
| 2019-     | Niclas Hougaard      | Danmark      |

## Spillere med flest kampe
Her følger en Top 10-liste over spillere med de fleste førsteholdskampe (Opdateret august 2020).
| Nr. | Navn                   | Nationalitet | Kampe |
| --- | ---------------------- | ------------ | ----- |
| 1   | Lene "Fille" Filholm   | Danmark      | 418   |
| 2   | Dorthe Larsen          | Danmark      | 396   |
| 3   | Janne Madsen           | Danmark      | 390   |
| 4   | Christina Petersen     | Danmark      | 352   |
| 5   | Jette Andersen         | Danmark      | 348   |
| 6   | Hanne Sand Christensen | Danmark      | 342   |
| 7   | Birgit Christensen     | Danmark      | 321   |
| 8   | Anne Mette Christensen | Danmark      | 316   |
| 9   | Lene Madsen            | Danmark      | 315   |
| 10  | Mette V. Jensen        | Danmark      | 307   |

## Klubbens titler
- Elitedivisionen:
  - Guld (11): 1994, 1995, 1996, 1999, 2002, 2009, 2010, 2014, 2016, 2018, 2020
  - Sølv (11): (i/t [9]): 1997, 2003, 2004, 2005, 2006, 2011, 2012, 2015, 2016, 2017, 2019
- DBUs Landspokalturnering for kvinder:
  - Guld (9): 1995, 1996, 2000, 2001, 2002, 2006, 2008, 2016, 2019, 2022, 2025
  - Finalist (5): 1998, 2005, 2007, 2009, 2013, 2015, 2023
- Danmarksmesterskab i Indendørsfodbold:
  - Guld (5): 1995, 1997, 1999, 2001, 2006, 2025
- UEFA Women's Cup:
  - Finalist (1): 2003
- Nordisk mesterskaber:
  - Guld (2): 1995, 1996

## Statistik fra UEFA turneringer
Alle resulter (ude, hjemme og sammenlagt) viser Fortuna Hjørrings mål først goal.
| Turnering | Runde                     | Klub                 | Ude   | Hjemme     | Sammenlagt |
| --------- | ------------------------- | -------------------- | ----- | ---------- | ---------- |
| 2002-2003 | Anden kvalifikationsrunde | Codru Anenii Noi     | 5–0   | –          | –          |
| 2002-2003 | Anden kvalifikationsrunde | Breiðablik Kópavogur | 9–0   | –          | –          |
| 2002-2003 | Anden kvalifikationsrunde | Bobruisk (Vært)      | 3–0   | –          | –          |
| 2002-2003 | Kvartfinaler              | Trondheims-Ørn       | 2–2 a | 1–0        | 3–2        |
| 2002-2003 | Semifinaler               | Arsenal              | 5–1   | 3–1 a      | 8–2        |
| 2002-2003 | Finale                    | Umeå                 | 1–4 a | 0–3        | 1–7        |
| 2009-2010 | Sekstendedelsfinaler      | Verona               | 1–2   | 4–0 a      | 5–2        |
| 2009-2010 | Ottendedelsfinaler        | Lyon                 | 0–5   | 0–1 a      | 0–6        |
| 2010-2011 | Sekstendedelsfinaler      | Verona               | 6–1   | 8–0 a      | 14–1       |
| 2010-2011 | Ottendedelsfinaler        | Duisburg             | 2–4 a | 0–3        | 2–7        |
| 2011-2012 | Sekstendedelsfinaler      | Young Boys Bern      | 3–0 a | 2–1        | 5–1        |
| 2011-2012 | Ottendedelsfinaler        | Kopparbergs/Göteborg | 2–3   | 0–1 a      | 2–4        |
| 2012-2013 | Sekstendedelsfinaler      | Glasgow City         | 2–1 a | 0–0        | 2–1        |
| 2012-2013 | Ottendedelsfinaler        | Kopparbergs/Göteborg | 2–3   | 1–1 a      | 3–4        |
| 2013-2014 | Sekstendedelsfinaler      | Tavagnacco           | 2–3 a | 2–0        | 4–3        |
| 2013-2014 | Ottendedelsfinaler        | Tyresö               | 0–4   | 1–2 a      | 1–6        |
| 2014-2015 | Sekstendedelsfinaler      | Ourém                | 3–0 a | 6–0        | 9–0        |
| 2014-2015 | Ottendedelsfinaler        | Rosengård Malmö      | 1–2 a | 0–2        | 1–4        |
| 2015-2016 | Sekstendedelsfinaler      | FC Minsk             | 2–0 a | 4–0        | 6–0        |
| 2015-2016 | Ottendedelsfinaler        | Brescia              | 0–1 a | 1–1        | 1–2        |
| 2016-2017 | Sekstendedelsfinaler      | Athletic Bilbao      | 1–2 a | 3–1 e.f.s. | 4–3        |
| 2016-2017 | Ottendedelsfinaler        | Brescia              | 1–0 a | 3–1        | 4–1        |
| 2016-2017 | Kvartfinaler              | Manchester City      | 0–1   | 0–1 a      | 0–2        |
| 2017–2018 | Sekstendedelsfinaler      | Fiorentina           | 1–2 a | 0–0        | 1–2        |
| 2018–2019 | Sekstendedelsfinaler      | Fiorentina           | 2–0 a | 0–2        | 4–0        |
| 2019–2020 | Sekstendedelsfinaler      | Villaznia Shkodër    | 1-0 a | 2-0        | 3–0        |
| 2019–2020 | Ottendedelsfinaler        | Olympique Lyon       | 0–4 a | 0–7        | 0-11       |
| 2020–21   | Sekstendedelsfinaler      | Pomurje              | 3-0 a | 3-2        | 6-2        |
| 2020–21   | Ottendedelsfinaler        | FC Barcelona         |       |            |            |

a Første kamp.